# Olympus Camedia C-220 Zoom
L'Olympus Camedia C-220 Zoom est un appareil photographique numérique de type compact fabriqué par la société japonaise Olympus dans sa gamme Camedia.
Commercialisé en mars 2002, le C-220 Zoom est un appareil de forme ergonomique assurant une bonne prise de main, de dimensions réduites : 11,2 × 6,2 × 3,5cm, d'une définition de 2 Mégapixels et d'un zoom optique de 3.

Sa portée minimum de la mise au point est de 50 cm, ramenée à 20 cm en mode macro.

L'appareil possède un mode Panorama afin de créer des images de paysages inédites.

L’ajustement de l'exposition est possible dans une fourchette de ±2.0 par paliers de 0,5 EV.

La balance des blancs se fait de manière automatique, mais également semi-manuel avec 4 options pré-réglées (soleil, ciel couvert, lumière tungstène et tubes fluorescents).

Son flash incorporé a une portée effective de 0,2 à 3,4 m et dispose de la fonction atténuation des yeux rouges.

Son mode rafale permet de prendre jusqu'à 1,2 images par seconde.

## Caractéristiques
- Capteur CCD taille 1/3,15 pouce - 2,11 millions de pixels, effective : 1,95 million de pixels
- Zoom optique : 3x - numérique : 2,5x
- Distance focale équivalence 35 mm : 38-114mm
- Ouverture de l'objectif : F/2,8-F/4,9
- Vitesse d'obturation : 2 à 1/1000 seconde
- Sensibilité : Auto et manu ISO 80 et ISO 160
- Stockage : SmartMedia - Pas de mémoire interne
- Définition image maxi : 1600 × 1200 au format JPEG
- Autres définitions : 1024 × 768 et 640 × 480 au format JPEG
- Définitions vidéo : 160 × 120 et 320 × 240 à 15 images par seconde au format Quicktime
- Connectique : USB, vidéo composite
- Écran LCD de 1,5 pouce - matrice active TFT de 114 000 pixels
- Pile (x2) format AA (LR6) alcaline
- Poids : 174 g - 220 g avec accessoires (batterie et carte mémoire)
- Finition : argent.